# Cruz de Santa Eufrosina

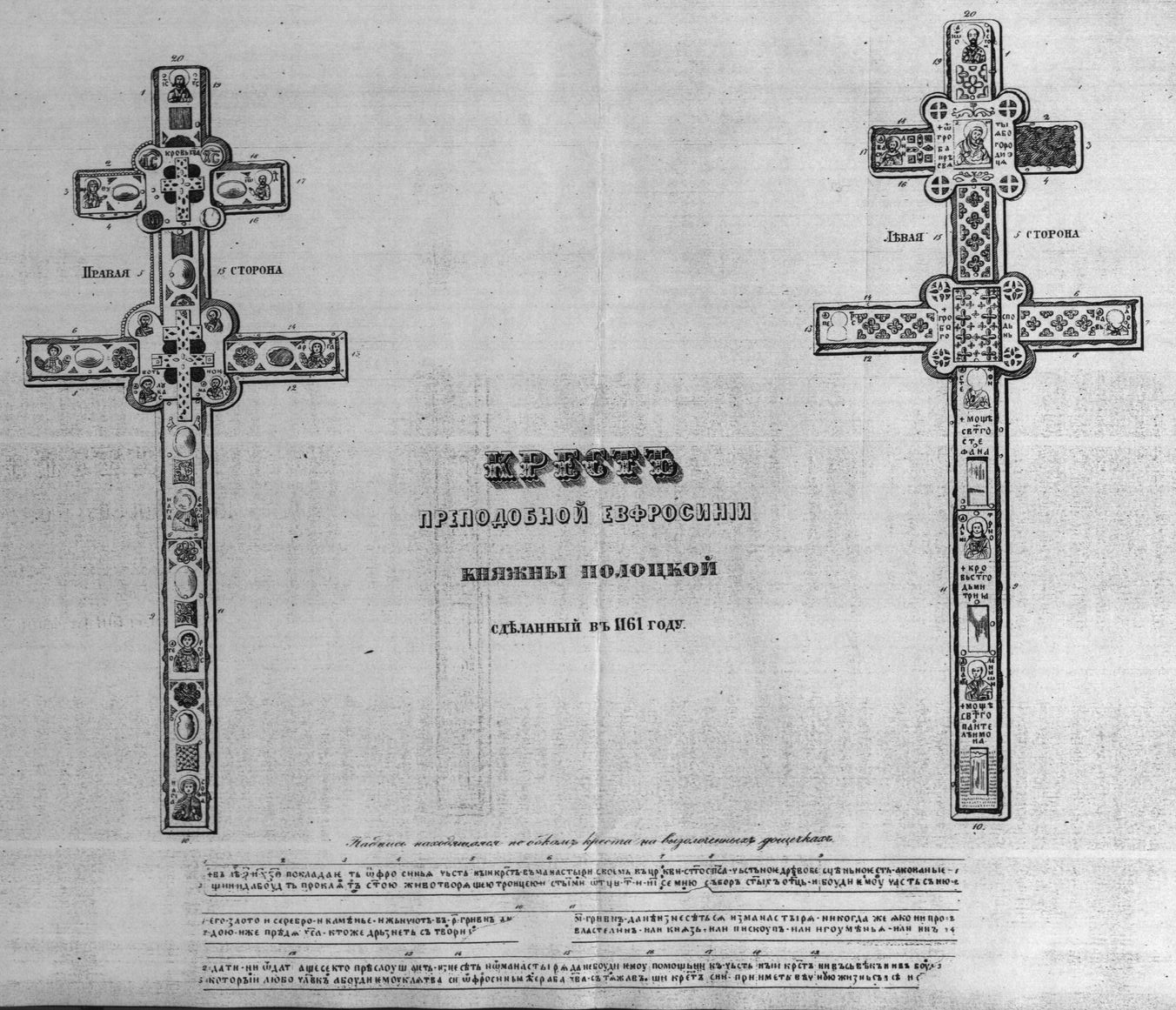
Reprodução de 1863 da Cruz de Polotsk.

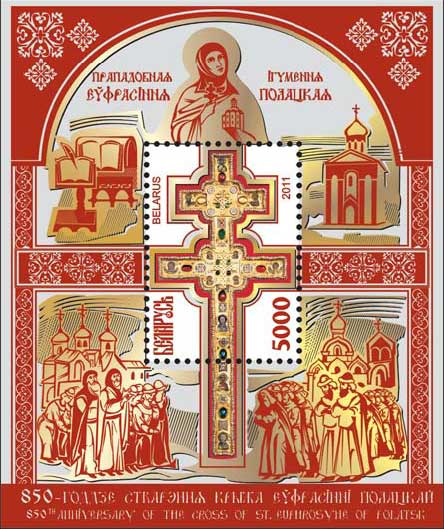
Selo bielorrusso de 2011 com a imagem da Cruz de Santa Eufrosina.

A Cruz de Santa Eufrosina foi uma relíquia da Igreja Ortodoxa Russa muito reverenciada na Bielorrússia, feita em 1161 por Lazar Bogsha para a ordem de santa Eufrosina de Polatsk, e que foi perdida em junho de 1941, na cidade de Mahilou.
Eufrosina, madre superiora do Convento de Polotsk, encomendou a cruz para decorar a nova Igreja da Transfiguração. A cruz simples de cipreste era decorada com ouro, pedras preciosas e esmalte, e mostrava Jesus Cristo, João Batista, Teótoco (a Virgem Maria), os Quatro Evangelistas, os arcanjos Gabriel e Miguel, além dos três santos padroeiros de Eufrosina e de seus pais. A obra custou, à época, 120 hryvnas. Dentro da cruz estavam pedaços da Santa Cruz e outras relíquias.
No século XIII a cruz foi transferida para Smolensk; após longa viagem por todo o país, retornou a Polotsk em 1841. Foi extensivamente registrada em fotografias no ano de 1896. Em 1928 a relíquia, agora nacionalizada, foi levada a Minsk, e, em 1929, a Mahilou, onde foi trancafiada num cofre da sede regional do Partido Comunista.
A cruz acabou por desaparecer durante a rápida ocupação da Bielorrússia pelas forças alemãs em junho-julho de 1941. Não existem relatos confiáveis do que teria acontecido com ela naquele ano; pelo menos três versões diferentes circulam, além de sua possível destruição em incêndios ou saques. A versão oficial soviética declarava de forma abrupta que a cruz havia sido saqueada pelos alemães. Já em 1991, o ministro da cultura da Bielorrússia alegou que a cruz, juntamente com outros tesouros do país, havia sido levada para Moscou. Já documentos em alemão da organização Alfred Rosenberg registraram um tesouro de Mahilou, que teria sido capturado pelos alemães em Smolensk; não existe, no entanto, evidência de que entre estes tesouros estaria a Cruz de Polotsk.
Em 1997 Nikolay Kuzmitch, um artesão de Brest, finalizou uma réplica oficial da cruz, que atualmente é exibida na Catedral de Polotsk.